# Parker (film fra 2013)
Parker er en amerikansk actionthrillerfilm fra 2013 instrueret af Taylor Hackford og skrevet af John J. McLaughlin. De medvirkende tæller Jason Statham og Jennifer Lopez, og det er en filmatisering af Flashfire, der er den 19. roman om Parker opfundet af Donald Westlake under pseudonymet Richard Stark. Filmen foregår hovedsageligt i Palm Beach, Florida, og Parker markerer en nyskabelse for Hackford, der havde håbet at producere sin først film noir. Filmen film blev skabet efter Westlakes død i 2008, hvorefter Les Alexander sikrede sig rettighederne til historien.
Filmen havde premiere i Las Vegas d. 24. januar 2013, og blev udgivet i hele USA d. 25. januar samme år, hvor den fik blandede anmeldelser; flere anmeldere mente, at det var en dårlig filmatisering af bogen, og den var en typisk Statham-actionfilm. Mange mente, at Statham passede godt til rollen som Parker, og roste Lopez som humoristisk indslag. Den indspillede for $46 mio. mod et budget på $31-35 mio.
Parker havde premiere på Netflix i USA i marts 2021, og en uge senere var den kortvarigt den mest streamede film på tjenesten.

## Medvirkende
- Jason Statham som Parker
- Jennifer Lopez som Leslie Rodgers
- Michael Chiklis som Melander
- Wendell Pierce som Carlson
- Clifton Collins Jr. som Ross
- Bobby Cannavale som Jake Fernandez
- Patti LuPone som Ascension
- Carlos Carrasco som Norte
- Micah Hauptman som August Hardwicke
- Emma Booth som Claire
- Nick Nolte som Hurley

## Eksterne Henvisninger
- Parker på Internet Movie Database (engelsk)
- Parker på Filmdatabasen
- Parker på Scope
- Parker i Svensk Filmdatabas (svensk)
- Parker på AlloCiné (fransk)
- Parker på MovieMeter (nederlandsk)
- Parker på AllMovie (engelsk)
- Parker på The Movie Database (engelsk)
- Parker på Rotten Tomatoes (engelsk)
- Parker på Metacritic (engelsk)